# 341-й отдельный бомбардировочный авиационный полк
341-й отдельный бомбардировочный авиационный полк (вч пп 27882) — авиационный полк в составе 4-го гвардейского бомбардировочного авиационного корпуса авиации дальнего действия ВВС ВС СССР в период Великой Отечественной войны.
Формировался в августе 1944 года, как 341-й отдельный авиационный полк Дальнего Действия. На вооружении полка состояли бомбардировщики B-25. Полк формировался из экипажей не имевших боевого опыта, прибывших прямиком из школ и училищ. Было сформировано 32 экипажа.
Директивой Генерального штаба № орг/10/315706 от 26 декабря 1944 года переименован в 341-й отдельный бомбардировочный авиационный полк.
На фронте находился с 1 февраля 1945 года по 9 мая 1945 года (98 дней). Принимал участие в Восточно-Прусской и Берлинской операциях, совершая бомбардировку укреплений Бреслау, Берлина и подступов к Берлину. Совершил 617 боевых вылета. Все вылеты совершал в дневное время. Потери полка составили 5 экипажей.

## Командование полка
Майор/подполковник Гнедич Дмитрий Борисович — с сентября 1944 года до окончания войны.

## Экипаж, совершивший таран наземной цели
16 апреля 1945 года, в ходе Берлинской операции, в районе Зееловских высот, экипаж под командованием младшего лейтенанта Александра Григорьевича Белоусова, повторил подвиг Гастелло, направив подбитый самолёт на крупный склад боеприпасов противника. Первоначально экипаж считался пропавшим без вести, но в 1972 году останки самолёта и экипажа были обнаружены в болоте в районе города Букков. Лётчики были перезахоронены в братской могиле.
Состав экипажа
| Ф. И. О.                        | Звание            | Должность         | Год рождения | Место рождения                                                  | Партийность |
| Экипаж                          | Экипаж            | Экипаж            | Экипаж       | Экипаж                                                          | Экипаж      |
| ------------------------------- | ----------------- | ----------------- | ------------ | --------------------------------------------------------------- | ----------- |
| Белоусов, Александр Григорьевич | младший лейтенант | командир корабля  | 1922 год     | село Канонерка, Бескарагайского района, Семипалатинской области | член ВЛКСМ  |
| Додор, Николай Семёнович        | младший лейтенант | второй лётчик     | 1922 год     | село Каменный Брод, Володарского района, Кокчетавской области   | член ВЛКСМ  |
| Соломоник, Борис Самуилович     | младший лейтенант | штурман корабля   | 1922 год     | Воронеж                                                         | член ВЛКСМ  |
| Клюхин, Леонид Владимирович     | старшина          | стрелок-радист    | 1926 год     | село Далматово Курганской области                               | член ВЛКСМ  |
| Лещуков, Сергей Венедиктович    | младший сержант   | воздушный стрелок | 1926 год     | деревня Галкино, Куртамышского района, Курганской области       | член ВЛКСМ  |
| Муравьёв, Анатолий Михайлович   | младший сержант   | воздушный стрелок | 1926 год     | деревня Калинино, Лежневского района, Ивановской области        | член ВЛКСМ  |